# Jacques Villeneuve senior

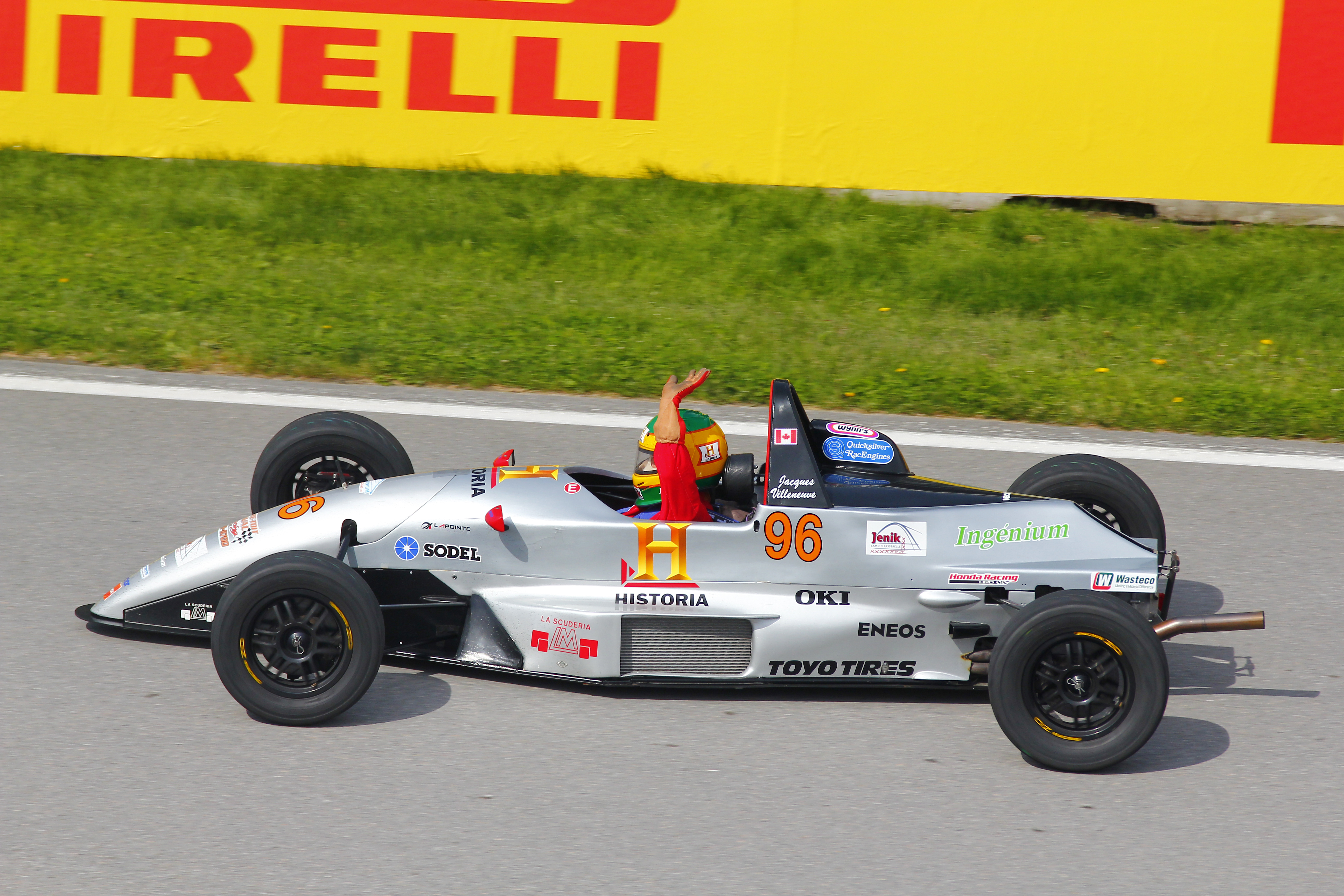
Jacques Villeneuve senior im Formel-1600-Rennwagen 2015 auf der Gilles-Villeneuve-Rennstrecke

Jacques-Joseph Serge Villeneuve (* 4. November 1953 in Chambly, Québec) ist ein ehemaliger kanadischer Autorennfahrer. Er ist der Bruder von Gilles Villeneuve und der Onkel des Formel-1-Weltmeisters von 1997 Jacques Villeneuve. Sein Spitzname lautet „Uncle Jack“.

## Karrierebeginn
Die Motorsport-Karriere von Jacques Villeneuve sen. begann mit Snowmobil-Rennen in seiner Jugend. 1976 folgte der Wechsel auf die Straße und Villeneuve wurde „Rookie of the Year“ („Anfänger des Jahres“) im kanadischen Honda-Civic-Cup. 1977 wurde er Meister dieser Serie. Nach einem weiteren Jahr in dem Cup und der Absolvierung der Jim-Russell-Racing-School wechselte Villeneuve 1979 in die Formel Atlantic, wo er erneut im ersten Jahr „Rookie of the Year“ und im zweiten Jahr Gesamtsieger wurde und 1981 seinen Titel erfolgreich verteidigte.

## Formel 1
In den letzten beiden Rennen der Formel-1-Weltmeisterschaft 1981 bekam Villeneuve, nicht zuletzt aufgrund der Fürsprache des berühmten und beliebten Bruders, die Chance, sich in der Formel 1 zu versuchen. Er ersetzte bei Arrows den Italiener Siegfried Stohr, mit dessen Leistungen das Team nicht zufrieden war. Doch das Debüt geriet zum Fiasko. Weder in Kanada noch in Las Vegas gelang es dem Kanadier, sich zu qualifizieren.
Ursprünglich hatte Arrows vor, Villeneuve auch für die Saison 1982 zu verpflichten. Nach den enttäuschenden Ergebnissen nahm man jedoch davon Abstand.
Erst 1983 erhielt Villeneuve nochmals eine Chance in der Formel 1. Für den Großen Preis von Kanada wurde er von RAM-March für ein Rennen verpflichtet. Doch erneut scheiterte Villeneuve an der Qualifikation. Er teilte damit das Schicksal der meisten anderen Fahrer, die sich 1983 in diesem Auto versuchten.

## CART-Serie
1982 war ein schwieriges Jahr für Villeneuve. Seine Formel-1-Karriere geriet ins Stocken und in Zolder verunglückte sein Bruder tödlich. Villeneuve wurde 1982 Vierter der CanAm-Serie und im darauffolgenden Jahr gewann er diese Meisterschaft. Bereits 1982 gab Villeneuve auch sein Debüt in der CART-Serie beim Saisonabschlussrennen in Phoenix. Es blieb anfangs bei diesem einen Versuch, doch nach dem endgültigen Scheitern seiner Formel-1-Pläne wandte sich Villeneuve 1984 erneut der CART-Serie zu.
1984 bestritt Villeneuve für das Team Canadian Tire, für das er schon den CanAm-Titel gewonnen hatte, am Steuer eines March die komplette CART-Serie. Nach durchschnittlichen Ergebnissen konnte er ein Jahr später den Durchbruch erzielen. Er beendete das Jahr auf dem achten Platz der Meisterschaft und ging mit seinem Sieg in Elkhart Lake als erster Kanadier, der einen CART-Lauf gewinnen konnte, in die Annalen der Serie ein.
1986 konnte er diese Erfolge nicht wiederholen und schloss nach einem enttäuschenden Jahr seine CART-Karriere ab. 1992 versuchte Villeneuve ein Comeback in der CART-Serie, am Steuer eines Lola-Buick des Teams Sovereign Racing, was jedoch schon nach zwei Rennen scheiterte.

## Sonstige Rennen
Nach Beendigung seiner internationalen Monoposto-Karriere blieb Jacques Villeneuve dem Automobilsport noch bis 1998 aktiv verbunden. Er bestritt bis dahin eine Vielzahl sporadischer Auftritte in unterschiedlichen Rennserien. So trat er unter anderem in der Formel Atlantic, der IMSA-Serie und dem Porsche-Cup an.
Während seiner ganzen Karriere bestritt Villeneuve – abseits von den Rennpisten der Welt – regelmäßige Snowmobil-Rennen und erzielte dort große Erfolge (so wurde er 1999 und 2000 kanadischer Meister, 1998 Nordamerikanischer Meister und 2001 Zweiter in dieser Meisterschaft).
1999 trat Jacques Villeneuve bei mehreren internationalen Powerboat-Rennen an.

## Sonstiges
2001 wurde Jacques Villeneuve in die kanadische Hall of Fame des Motorsports aufgenommen.

## Zitate über Jacques Villeneuve senior
- „Das ist doch klar. Wenn du ihn fragst, so wird er dir antworten, er sei besser als ich.“ (Gilles Villeneuve 1981 über seinen Bruder)[1]
- „Jacques-Absorbers“ (Ironische Bezeichnung für die Begrenzungsmauern, mit der Villeneuves Teamchef Gerald Kersh 1984 in Long Beach, dessen Neigung in selbige einzuschlagen illustrierte)[3]

## Statistik

### Ergebnisse in der Formel-1-Weltmeisterschaft

#### Gesamtübersicht
| Saison | Team   | Auto              | Rennen | Nichtqualifikationen | Starts | Punkte | Position |
| ------ | ------ | ----------------- | ------ | -------------------- | ------ | ------ | -------- |
| 1981   | Arrows | Arrows A3-Ford    | 2      | 2                    | –      | –      | –        |
| 1983   | March  | March-RAM 01-Ford | 1      | 1                    | –      | –      | –        |
| Gesamt | Gesamt | Gesamt            | 3      | 3                    | –      | –      | –        |

### Ergebnisse in der CART-Serie
| Saison | Team             | Wagen                    | Rennen | Starts | Siege | Podium | T Indy | R Indy | Punkte | Position |
| ------ | ---------------- | ------------------------ | ------ | ------ | ----- | ------ | ------ | ------ | ------ | -------- |
| 1982   | Metametrix       | Eagle 81 Cosworth        | 1      | 1      | –     | –      | –      | –      | 1      | 45.      |
| 1984   | Canadian Tire    | March 83C & 84C Cosworth | 10     | 9      | –     | –      | CWR    | –      | 30     | 16.      |
| 1985   | Canadian Tire    | March 85C Cosworth       | 12     | 11     | 1     | 2      | CWR    | –      | 54     | 8.       |
| 1986   | Living Well      | March 86C Cosworth       | 13     | 13     | –     | –      | 15     | DNF    | 38     | 15.      |
| 1992   | Sovereign Racing | Lola 91 Buick            | 2      | 2      | –     | –      | –      | –      | –      | –        |
| Gesamt |                  |                          | 36     | 36     | 1     | 2      |        |        | 123    |          |

T Indy=Training Indianapolis, R Indy=Rennen Indianapolis, DNF=Nicht im Ziel, CWR=Auto zerstört/Unfall im Training

### Le-Mans-Ergebnisse
| Jahr | Team            | Fahrzeug | Teamkollege            | Teamkollege  | Platzierung | Ausfallgrund     |
| ---- | --------------- | -------- | ---------------------- | ------------ | ----------- | ---------------- |
| 1983 | Brun Motorsport | Sehar C6 | Ludwig Heimrath junior | David Deacon | Ausfall     | Kupplungsschaden |

### Einzelergebnisse in der Sportwagen-Weltmeisterschaft
| Saison | Team            | Rennwagen | 1   | 2   | 3   | 4   | 5   | 6   | 7   |
| ------ | --------------- | --------- | --- | --- | --- | --- | --- | --- | --- |
| 1983   | Brun Motorsport | Sehar C6  | MON | SIL | NÜR | LEM | SPA | FUJ | KYA |
| 1983   | Brun Motorsport | Sehar C6  | DNF |     |     |     |     |     |     |